# Малґожата Реймер
Малґожата Зоф'я Реймер (пол. Małgorzata Zofia Rejmer, нар. 6 вересня 1985 р. у Варшаві) — польська письменниця і репортерка. 

## Біографія
Закінчила культурознавство в рамках MISH (Międzynarodowe Indywidualne Studia Społeczne i Humanistyczne) у Варшавському університеті. Поетичний дебют відбувся у віці 13 років у літературному журналі «Okolica Poetów». У 2006 році «Lampa» надрукувала оповідання «Poczekalnia». За перший роман «Toksymia», виданий 2009 року, авторка отримала Літературну нагороду Ґдиня і нагороду Польського товариства видавців книжок. У романі змальовані історії кількох мешканців варшавського району Прага Південь, які переплітаються і нанизуються одна на одну, героїв характеризують непрості токсичні стосунки, подекуди пом'якшені рятівним гумором. Назва книжки утворена поєднанням слів «токсин» і «алекситимія» — хвороба, яка унеможливлює переживання емоцій. Виданню роману передувало створення письменницею блоґу, де вона публікувала уривки своєї поетичної прози. Під одним таким текстом з'явився анонімний, але дуже характерний коментар, що навів Малґожату Реймер на думку про конкретну людину. Через рік після цього випадку авторка зустріла відомого польського видавця Павла Дуніна-Вонсовіча (Paweł Dunin-Wąsowicz), який підтвердив, що це справді був його коментар. Дебют взявся частково профінансувати Інститут книжки (Instytut Książki) і Малґожата Реймер вирішила, скориставшись з цієї нагоди, написати щось нове. Павел Дунін-Вонсовіч погодився, але з вимогою, щоб текст був готовий до вересня. Попри захист магістерської роботи, вступ на аспірантуру, подорож до Румунії, письменниці вдалося написати «Токсимію» за 7 тижнів. Малґожата Реймер згадує, що в цей час «була в амоку», а «в дзеркалі бачила стриґу» 2013 року з'явився репортаж Малґожати Реймер «Bukareszt. Kurz i krew», який теж відзначений багатьма нагородами.
Остання видана книжка — репортаж про комуністичну Албанію «Błoto słodsze niż miód», за який 2019 року отримала престижну нагороду Paszport «Polityki». Журі відзначило авторку за «вміння слухати невислуханих людей і витривалість у пошуку властивої мови для вираження найскладніших емоцій». Малґожата Реймер переїхала до Албанії 2015 року, але через пів року зрозуміла, що люди не хотіли з нею відверто говорити і розповідати історії свого життя, натомість виявляли недовіру до когось ззовні, ще й жінки, а це виносило її за межі чоловічого світу. Наприклад, один з героїв інтерв'ю, яке відбувалося у нього вдома, запросив супутника репортерки на келишок ракії, натомість їй відводилося місце на кухні за приготуванням обіду разом з дружиною господаря. Перші розмови Малґожата Реймер проводила англійською, але отримувала лише схематичні розповіді про те, що Албанія довгий час була закритою країною, а за згадку про черствий хліб можна було потрапити у в'язницю. Авторка зрозуміла, що без знання албанської мови вона не подолає цього бар'єру, тому на якийсь час призупинила писання, натомість інтенсивно вчила мову, подорожувала, пізнавала країну, стала більш «своєю» для албанців. Таким чином найбільше матеріалів було зібрано на третій і четвертий рік перебування в Албанії. Одним з відкриттів під час роботи над книжкою стало для авторки те, що потрібно питати про найпростіші речі, такі як дружба, щастя, дитинство, щоб людина розкрилася і поділилася своєю історією. Малґожата Реймер в одному інтерв'ю так підсумовує принципи своєї роботи: «Ми, журналісти і письменники, весь час мусимо збирати інформацію, актуалізувати дані, виходити поза схеми пізнання. Чим глибше ми входимо в якусь тему, тим більше повинні мати сумнівів, бачити щоразу більше перспектив. Маю відчуття, що щоразу менше розумію, прості питання мають щоразу більш складні відповіді. Тому я так довго писала книжку про комуністичну Албанію».
Зараз Малґожата Реймер працює над другою книжкою про посткомуністичну Албанію «Czekają nas piękne dni».
Українські переклади
- Малґожата Реймер. Бухарест: пил і кров / переклад з польської Андрія Бондара.— К.: Темпора, 2015.— 350 с.